# Regionalwahl in Sardinien 1969
Die Regionalwahl in Sardinien 1969 fand am 15. Juni statt. Gewählt wurden 74 Abgeordnete zum Regionalrat.
Der Präsident und die Mitglieder des Regionalausschusses (Giunta regionale) wurden vom Regionalrat aus den Reihen seiner Mitglieder gewählt.

## Liste der Präsidenten
Präsidenten des Regionalausschusses während der VI. Legislaturperiode (1969–1974):
- Giovanni Del Rio (DC), 1969–1970;
- Lucio Abis (DC), 1970;
- Antonio Giagu Demartini (DC), 1971–1972;
- Pietro Soddu (DC), 1972;
- Salvator Angelo Spano (DC), 1972;
- Antonio Giagu Demartini (DC), 1972–1973;
- Giovanni Del Rio (DC), 1973–1974.

## Wahlergebnis
| Listen | Listen                                                           | Stimmen | %    | Mandate |
| ------ | ---------------------------------------------------------------- | ------- | ---- | ------- |
|        | Democrazia Cristiana                                             | 329.835 | 44,5 | 36      |
|        | Partito Comunista Italiano                                       | 146.155 | 19,7 | 15      |
|        | Partito Socialista Unificato (PSI – PSDI)                        | 87.650  | 11,8 | 9       |
|        | Partito Liberale Italiano                                        | 33.484  | 4,5  | 3       |
|        | Partito Socialista Italiano di Unità Proletaria                  | 32.810  | 4,4  | 3       |
|        | Partito Sardo d’Azione                                           | 33.220  | 4,5  | 3       |
|        | Movimento Sociale Italiano                                       | 26.671  | 3,6  | 2       |
|        | Partito Democratico Italiano di Unità Monarchica                 | 22.620  | 3,1  | 2       |
|        | Partito Repubblicano Italiano – Movimento Sardinista Autonomista | 22.187  | 3,0  | 1       |
|        | Ordine Domani                                                    | 3.293   | 0,4  | −       |
|        | Raggruppamento Combattenti e Reduci                              | 2.552   | 0,3  | −       |
| Gesamt | Gesamt                                                           | 740.477 | 100  | 74      |